# 大朝山水电站
大朝山水电站是位于中国云南省临沧市云县与普洱市景东彝族自治县交界处澜沧江干流上的一座百万千瓦级水力发电站。

## 建设
大朝山水电站于1993年12月开工建设，2001年12月14日首台机组发电，2003年10月16日全部机组投产。

## 概况
大朝山水电站拦河大坝为碾压混凝土溢流重力坝，最大坝高111米，坝顶高程906米，坝顶长480米。电站水库正常蓄水位899米，水面面积26.3平方千米，总库容9.4亿立方米。电站总装机容量1350MW，年均发电量59.31亿kW·h。